# Вескан (Канзас)
Вескан (енгл. Weskan) насељено је место без административног статуса у америчкој савезној држави Канзас.

## Демографија
По попису из 2010. године број становника је 161.
| Група             | 2000.    | 2010.       |
| Белци             | 0 (0,0%) | 125 (77,6%) |
| Афроамериканци    | 0 (0,0%) | 1 (0,6%)    |
| Азијати           | 0 (0,0%) | 0 (0,0%)    |
| Хиспаноамериканци | 0 (0,0%) | 33 (20,5%)  |
| Укупно            | 0        | 161         |